# Hala Opava
Hala Opava – hala widowiskowo-sportowa w Opawie, w Czechach. Jej budowa rozpoczęła się 4 lipca 2002 roku, a otwarcie miało miejsce 26 września 2003 roku. Obiekt może pomieścić 3006 widzów. Swoje spotkania na hali rozgrywają koszykarze klubu BK Opava.